# وداع في الفجر (فلم)
وداع في الفجر فيلم مصري تم إنتاجه عام 1956، من إخراج حسن الإمام وبطولة شادية وكمال الشناوي ويحيى شاهين.

## قصة الفيلم
أحمد ضابط طيار، يعيش مع والده الغنى الذي يطمع في تزويجه من ابنة شريكه في أعماله المالية. وكان الابن يتلقى أثناء دراسته في الكلية الحربية خطابات غرام من عاشقة مجهولة، ثم يكشف أنها كانت ترد إليه من «زينب» الفتاة الفقيرة التي تمت إليه بصلة قرابة بعيدة، والتي كان ينظر إليها كطفلة صغيرة لم تنضج، ويتحول قلبه إليها، ثم يحبها ويقرر أن يتزوجها. ويعارض أبوه في هذا الزواج، لكنه يتمرد عليه، ويتزوج الفتاة، ويقيم معها في منزل مستقل. لكنه لا يكاد يهنأ بزواجه حتى يدعى الذهاب إلى فلسطين لمحاربة الصهيونيين تاركا زوجته في رعاية أمها، تسقط طائرته فوق خطوط الأعداء، ويقع في الأسر، ويعلن اسمه في عداد المفقودين. تضع زوجته طفلا، ويستولى عليها الحزن واليأس، لولا عناية مدرس شاب كان يسكن بجوارها، وكان يحبها في صمت ويكتم هواه. ثم يرد إليها نبأ رسمي بوفاة زوجها، فتصاب بصدمة شديدة، تنتهي بشلل في ساقيها، ويخلص المدرس العاشق في خدمتها والإنفاق عليها، ويتم الزواج، ولكن زوجها الطيار لم يمت. لقد نجح في الهرب، وعاد يوما إلى بيته، ليعلم أن زوجته قد أصبحت زوجة لسواه، وتخفى زوجته مرضها، وتخبره أنها لا تستطيع أن تتخلى عن الرجل الذي وقف إلى جوارها.

## تمثيل
- كمال الشناوي: أحمد طلعت
- شادية: زينب
- يحيى شاهين
- سراج منير: طلعت والد أحمد
- فردوس محمد
- عبد المنعم إبراهيم: سعيد زميل أحمد
- عبد الغني النجدي
- محمد الديب
- أنور زكي
- عبد الحميد بدوي
- فتحي عبد الحفيظ
- حسين قنديل
- رجاء سراج
- وقد شارك الرئيس الاسبق حسني مبارك في لقطة صامتة من الفيلم حيث كان قائدا لسرب الطيران وكانت هي وظيفته الحقيقية في تلك الفترة.

## أغاني الفيلم
- دور عليه
- حب وإنحب
- يادنيا زوقوكي

## روابط خارجية
- مقالات تستعمل روابط فنية بلا صلة مع ويكي بيانات